# Valentina Vlasic
Valentina Vlasic (kroatisch Valentina Vlašić; * 1980 in Graz) ist eine österreichische Kunsthistorikerin und Kuratorin am Museum Kurhaus Kleve. Hier betreut sie, neben ihrer Ausstellungstätigkeit, bis heute den Nachlass des rheinischen Bildhauers und Malers Ewald Mataré.

## Leben und Wirken

### Herkunft und Studium
Vlasic, kroatisch-serbischer Herkunft, wuchs in Graz auf. Sie studierte zunächst Betriebswirtschaftslehre, bevor sie sich für ein Kunstgeschichtsstudium an der Karl-Franzens-Universität in Graz entschied. Ihre Schwerpunkte lagen auf den Gebieten Kunst in der DDR und Landschaftsmalerei der Niederlande im Goldenen Zeitalter. Ihre Diplomarbeit machte sie über die Kunstauffassung von Walter Ulbricht, 2007 in Berlin veröffentlicht, für die sie noch im selben Jahr vom Institut für Kunstgeschichte der Universität Graz den Würdigungspreis erhielt.

### Am Museum Kurhaus Kleve
2006 kam sie als wissenschaftliche Volontärin und Web-Content-Managerin an das Museum Kurhaus Kleve, wo sie sich seitdem auf die Werke Ewald Matarés spezialisiert hat, mehrere Ausstellungen, unter anderem 2007 „Ewald Mataré – Aquarelle“ und 2010 „Ewald Mataré – Plastik. Eine rheinische Privatsammlung“, kuratierte und bis heute den Nachlass (Ewald-Mataré-Sammlung) des rheinischen Bildhauers und Malers betreut. Valentina Vlasic ist seit Juli 2010 Mitglied im Arbeitskreis Regionalkultur, einer regionalen, städteübergreifende Gemeinschaftsinitiative zur Förderung des kulturellen Lebens der Region Niederrhein.
In ihrer Funktion als Kuratorin betreute sie 2013 die Wanderausstellung „Balnea – Architekturgeschichte des Bades“, vormals im Architekturmuseum der Technischen Universität Berlin, im Warleberger Hof in Kiel und im Bade~museum norderney und weiteren Museen zu sehen sowie im selben Jahr die Ausstellung „Astrid Nippoldt: Oakwood“. Im März 2014 zeigte sie sich für die Ausstellung „Johannes Wald. Geste und Gefühl / attempts at forming appropiate finds“, verantwortlich, die bis zum 9. Juni 2014 zu sehen war. Als Redakteurin des „Museums Reporters“, eines jährlich erscheinenden Magazins des „Freundeskreises Museum Kurhaus und Koekkoek-Haus Kleve e.V.“, ist Valentina Vlasic seit 2006 tätig und begleitete bis Juni 2014 am B.C. Koekkoek-Haus zeitgenössische wie historische Ausstellungen, wie im Herbst/Winter 2011/12 die Ausstellung „Ein romantischer Blick / A Romantic View. Die Sammlung Rademakers“.
Anfang 2015 plante Vlasic für das Museum Kurhaus eine Ausstellung über Govaert Flinck, die sie gemeinsam mit dem niederländischen Kunsthistoriker Tom van der Molen vom Amsterdam Museum kuratierte. Die Ausstellung wurde am 4. Oktober desselben Jahres unter dem Titel „Govert Flinck – Reflecting History“ eröffnet, die begleitet wird mit Werken des israelischen Künstlers Ori Gerscht.
Zum 30. Todestag und 95. Geburtstag des Bildhauers Joseph Beuys organisierte Valentina Vlasic in monatelanger Vorbereitung die Ausstellung „Joseph Beuys. Werklinien“, die vom 1. Mai bis 4 September 2016 im Museum Kurhaus Kleve zu sehen war. Die Ausstellung konzentrierte sich auf mehrere Schwerpunkte rund um das originale Atelier des Bildhauers der Jahre 1957 bis 1964. So zeigte die Ausstellung die enge Verbindung des Bildhauers zu Kleve in diesen Jahren, die von den Anfängen bis zum Spätwerk reichten, unter anderem das Büdericher Mahnmal für die Toten der Weltkriege, Werke um Anacharsis Cloots, die Straßenbahnhaltestelle sowie die 4 Bücher Aus: Projekt Westmensch aus dem Jahr 1958.

### Werkverzeichnis
2015 wurde von Valentina Vlasic, im Zuge der von ihr umgesetzten Ausstellung „Ewald Mataré: Die Berliner Jahre. Das Frühwerk“ im Kurhaus Kleve, das von Ulrike Köcke 1983 vorgelegte, von Anna Klapheck herausgegebene, und heute vergriffene Werkverzeichnis der Aquarelle Matarés neu bearbeitet. Seit der Erstausgabe konnten etwa 50 weitere Aquarelle Mataré zugeschrieben werden.

## Saâdane Afif
Ihr Text, der das Fountain Archive von Saâdane Afif auf einer Seite beschreibt und auf der eine Abbildung des Fountain von Marcel Duchamp abgedruckt ist, wurde 2013 zu einem Kunstwerk des französischen Objektkünstlers. Die Seite, abgedruckt in der Schriftenreihe des Museums Kurhaus Kleve – Ewald Mataré-Sammlung Nr. 62, wurde somit zu Fountain mit Nummer 0366, einem Teil des seit 2008 begonnenen Fountain Archives.

## Publikationen (Auswahl)
Diplomarbeit
- Die Kunstauffassung Walter Ulbrichts und die Folgen. Verlag am Park, Berlin 2007, ISBN 978-3-89793-135-0

Museumspublikationen
- Die Wiederherstellung des Joseph Beuys-Ateliers im Friedrich-Wilhelms-Bad Kleve, Museen im Rheinland 4/07. Informationen für die rheinischen Museen (PDF, 42,2 KB)
- Willy Maywald. Glanz und Eleganz. In Ausst. Kat.: Willy Maywald. Glanz und Eleganz, B.C. Koekkoek-Haus, 12. August 2007 bis 6. Januar 2008, Boss-Verlag, Kleve 2007, ISBN 978-3-89413-271-2
- Ewald Mataré. Plastik. Eine rheinische Privatsammlung. Museum Kurhaus Kleve, Ewald-Mataré-Sammlung, 14. März bis 20. Juni 2010, Kleve Freundeskreis Museum Kurhaus und Koekkoek-Haus Kleve (Hrsg.), Kleve 2010, ISBN 978-3-934935-49-5
- Vom roten Quadrat zur schwarzen Rakete. In Ausst. Kat.: Rotes Quadrat & schwarze Rakete. Druckgraphik aus einer Privatsammlung. Museum Kurhaus Kleve, 17. Juli bis 16. Oktober 2011, Freundeskreis Museum Kurhaus und Koekkoek-Haus (Hrsg.), Kleve 2011, ISBN 978-3-934935-55-6
- Land Art und Arte Povera und Photographie: Willy Maywald und Fritz Getlinger. In: Guido de Werd (Hrsg.): Mein Rasierspiegel. Von Holthuys bis Beuys, Museum Kurhaus Kleve, Kleve 2012, ISBN 978-3-934935-61-7, S. 106, 516
- Rascheln, hämmern, flattern, kläffen: Astrid Nippoldt und „Oakwood“; Astrid Nippoldt: Ein Interview. In: Ausst. Kat.: Astrid Nippoldt: „Oakwood“, Museum Kurhaus Kleve, Freundeskreis Museum Kurhaus und Koekkoek-Haus (Hrsg.), Kleve 2013[19]
- Saâdane Afif. In: The Present Order is the Disorder of the Future, Schriftenreihe Museum Kurhaus Kleve – Ewald Mataré-Sammlung Nr. 62, Freundeskreis Museum Kurhaus und Koekkoek-Haus Kleve e.V. (Hrsg.), 14. Juli bis 15. September 2013, S. 47
- Der schöpferische Moment. In: Ausst. Kat.: Johannes Wald. Geste und Gefühl / attempts at forming appropiate finds, Museum Kurhaus Kleve, Freundeskreis Museum Kurhaus und Koekkoek-Haus (Hrsg.), Kleve 2014, ISBN 978-3-934935-68-6
- Litz Kenntner. Wie zwei alte Turmleute zu einem Turmkind kamen. Meine Jahre mit Hanns und Ilse Lamers in Kleve. Nachwort: Guido de Werd, Museum Kurhaus Kleve, Freundeskreis Museum Kurhaus und Koekkoek-Haus e.V. (Hrsg.), Kleve 2014, ISBN 978-3-934935-71-6
- Die Berliner Jahre. In:  Freundeskreis Museum Kurhaus und Koekkoek-Haus e.V. (Hrsg.): Ewald Mataré: Die Berliner Jahre 1907–32. Wienand, Köln 2015, S. 53–98, ISBN 978-3-86832-261-3
- Fokus Flinck: Betrachtungen zur Sammlungsgeschichte, zum Werk und zur Ausstellung. In: Govert Finck. Reflecting History, Museum Kurhaus Kleve – Ewald Mataré-Sammlung, Kleve 2015, S. 85–94, ISBN 978-3-934935-75-4
- Wirkungsstätte und Sehnsuchtsort: Über Joseph Beuys, Kleve und sein Atelier im Kurhaus. In: Freundeskreis Museum Kurhaus und Koekkoek-Haus Kleve e.V. (Hrsg.): Joseph Beuys. Werklinien, Kleve 2016, ISBN 978-3-934935-80-8

Werkverzeichnis Ewald Mataré
- „Voller Schweißtropfen bei der Arbeit“. Ewald Matarés aquarellierte Künstlerpostkarten. In: Freundeskreis Museum Kurhaus und Koekkoek-Haus Kleve e.V. (Hrsg.): Ewald Mataré: Werkverzeichnis der Aquarelle und aquarellierten Kunstpostkarten. Wienand, Köln 2015, S. 103–109, ISBN 978-3-86832-260-6

Zeitschriften und Projekte
- Projekt: Isa Melsheimer. Ungeliebte Pflanzen, Kleve. In: Kultursekretariat NRW Gütersloh (Hrsg.): Blickwechsel. Ausstellungsprojekt zur Kunst im öffentlichen Raum in 42 Städten NRWs, Kerber, Bielefeld/Leipzig/Berlin 2010, ISBN 978-3-86678-476-5, S. 102–103
- Ewald Mataré. In vollendeter Ruhe. In: Weltkunst. Zeitschrift für Kunst und Antiquitäten, 81. Jahrgang, Nr. 2, München 2011, S. 76[20]
- Willy Maywald (1907–1985). Vom Klever Grand-Hotel Maywald zur Pariser Bohème. Das Leben eines eleganten Photographen der alten Schule. In: Klevische Lebensbilder, hrsg. v. Klevischen Verein für Kultur und Geschichte e.V. und vom Stadtarchiv Kleve, Kleve 2013[21]